# 南山 (慶州市)
南山（韓語：남산）是位于大韩民国慶州市南部慶州國立公園中心的一座高494米的山峰。该山距市区较近。

## 文化遗存
南山拥有许多新罗时期的遗迹，其中包括一些新罗统治者的坟墓。山上埋葬著數百具遗骸。南山的景點還有鮑石亭、朝鲜佛教雕塑、约80个浮雕、约60座塔以及约100座寺庙和宫殿的遗迹，这些寺庙和宫殿大多建于7世纪至10世纪之间。 其中的12件文物被指定为国宝。 